# Siemiatycze-Stacja
Siemiatycze-Stacja – osada w Polsce położona w województwie podlaskim, w powiecie siemiatyckim, w gminie Siemiatycze.
W latach 1944–1998 miejscowość administracyjnie należała do województwa białostockiego.
Przez miejscowość przebiega linia kolejowa Siedlce – Hajnówka oraz znajduje się stacja Siemiatycze.
We wsi mieści się rzymskokatolicka parafia św. Apostołów Piotra i Pawła w Siemiatyczach Stacji, należąca do dekanatu Siemiatycze.

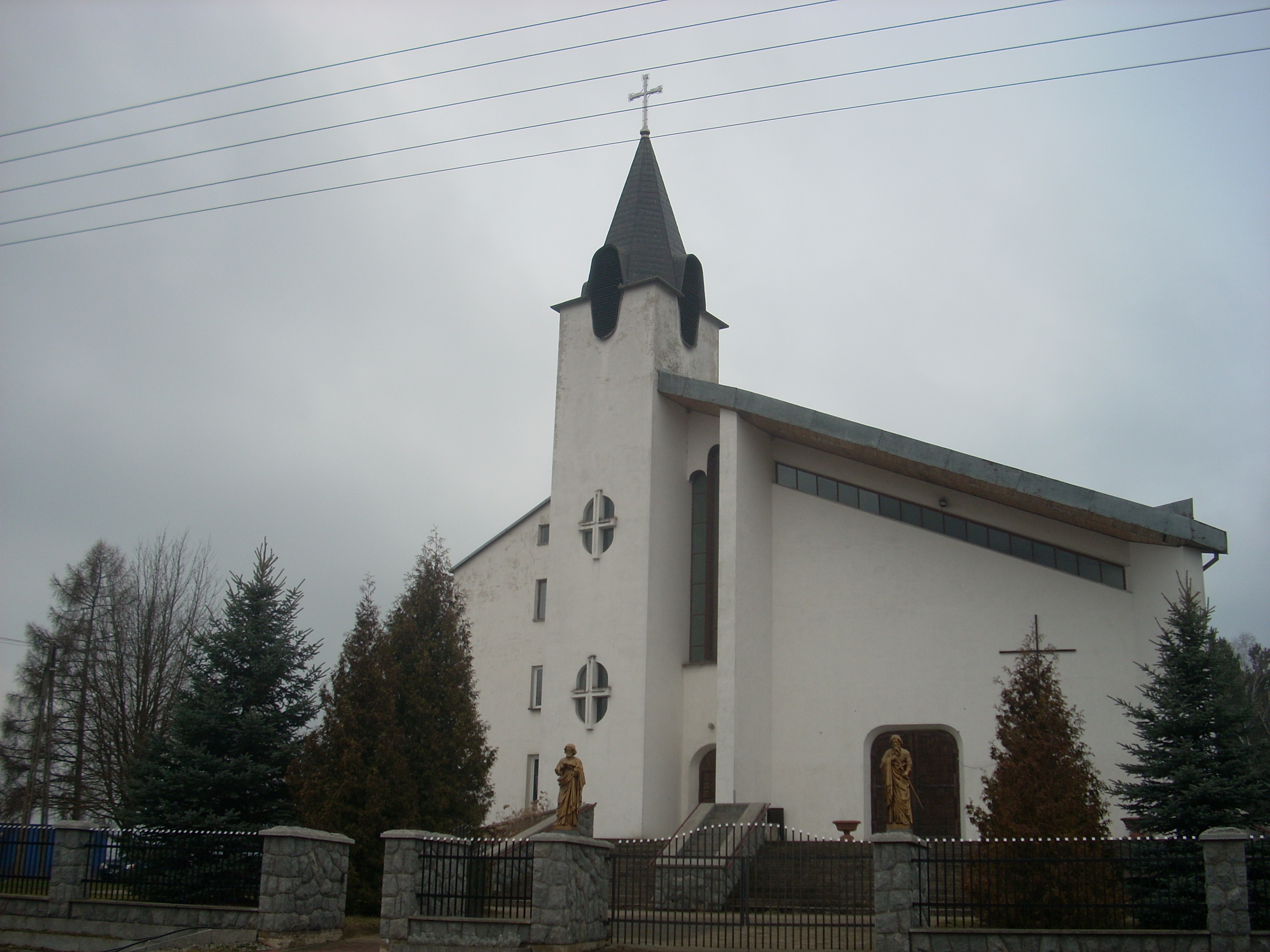
Kościół w Siemiatyczach-Stacji